# Deutscher Fernsehpreis 2000
Die zweite Verleihung des Deutschen Fernsehpreises fand am 7. Oktober 2000 im Kölner Coloneum statt. Moderiert wurde die Verleihung von Ulla Kock am Brink. Übertragen wurde die Aufzeichnung vom ZDF.

## Preisträger
| Preis                                                   | Preisträger / Film / Serie | Nominierungen |
| Bester Fernsehfilm/Mehrteiler                           | Warten ist der Tod (ZDF/ARTE) | Doppelter Einsatz: Blutroter Mond (RTL) Verschwinde von hier (ARD/SWR/ARTE)                                                                       |
| Beste Serie                                             | Ritas Welt (RTL) | Die Cleveren (RTL) Julia – Eine ungewöhnliche Frau (ARD/SR/ORF)                                                                                   |
| Beste Dokumentation                                     | Der Tunnel (SWR) | Pop 2000 (WDR) Schäubles Fall – Innenansichten einer Affäre (Phoenix/ARD)                                                                         |
| Beste Reportage                                         | 37° – Es geschah beim Schützenfest: Franz Josef Sträter – wirklich der Mörder? (ZDF)                                                | Schocktherapie – Wie die Hoechst-Manager ihren Konzern zerschlagen (ARD/HR) Warschau-Express (ARD/NDR)                                            |
| Beste Informationssendung/Beste Moderation Information: | Sandra Maischberger für Maischberger (n-tv)                                                                                         | Markus Koch für Börse live, Telebörse (n-tv) Klaus-Peter Siegloch und Petra Gerster für heute (ZDF)                                               |
| Beste Unterhaltungssendung                              | Wer wird Millionär? (RTL) | Big Brother (RTL 2) Zimmer frei! (WDR) |
| Comedy-Sendung/Beste Moderation Unterhaltung:           | Harald Schmidt für Die Harald Schmidt Show (SAT.1)                                                                                  | Hape Kerkeling für Darüber lacht die Welt (SAT.1)) Michael Herbig für bullyparade (ProSieben)                                                     |
| Beste Sportsendung                                      | RTL Boxen extra – Stunde der Wahrheit: Axel Schulz vs. Wladimir Klitschko (RTL)                                                     | Tour de France 2000 (Eurosport) ZDF Sport extra: Biathlon-Weltcup (ZDF)                                                                           |
| Beste Regie Fernsehfilm/Mehrteiler                      | Torsten C. Fischer für Doppelter Einsatz: Blutroter Mond (RTL), Doppeltes Dreieck (ZDF)                                             | Johannes Fabrick für Und morgen geht die Sonne wieder auf (RTL) Hartmut Schoen für Warten ist der Tod (ZDF/ARTE)                                  |
| Beste Buch Fernsehfilm/Mehrteiler                       | Franziska Buch für Verschwinde von hier (ARD/SWR/ARTE)                                                                              | Harald Göckeritz für Tatort: Norbert (ARD/BR) Lothar Kurzawa für Nie mehr zweite Liga (ARD/WDR)                                                   |
| Bester Schauspieler Hauptrolle Fernsehfilm/Mehrteiler   | Jörg Schüttauf für Warten ist der Tod (ZDF/ARTE), Ich habe Nein gesagt (ZDF)                                                        | Fabian Busch für Zehn wahnsinnige Tage (ARD/SWR/ARTE) Henry Hübchen und Ulrich Tukur für Warten ist der Tod (ZDF/ARTE)                            |
| Beste Schauspielerin Hauptrolle Fernsehfilm/Mehrteiler  | Natalia Wörner für Bella Block: Blinde Liebe, Frauen lügen besser (ZDF)                                                             | Gisela Schneeberger für Der Hahn ist tot (ZDF) Jasmin Tabatabai für Rendezvous mit dem Teufel (ProSieben)                                         |
| Bester Schauspieler Serie                               | Dietmar Bär und Klaus J. Behrendt für Tatort (ARD/WDR)                                                                              | Jörg Gudzuhn für Der letzte Zeuge (ZDF) Hans-Werner Meyer für Die Cleveren (RTL)                                                                  |
| Beste Schauspielerin Serie                              | Dagmar Manzel für Klemperer – Ein Leben in Deutschland (ARD/MDR)                                                                    | Christiane Hörbiger für Julia – Eine ungewöhnliche Frau (ARD/SR/ORF) Gaby Köster für Ritas Welt (RTL)                                             |
| Bester Schauspieler Nebenrolle                          | Jürgen Tarrach für Tatort: Norbert (ARD/BR)                                                                                         | Oliver Bröcker für Zehn wahnsinnige Tage (ARD/SWR/ARTE) Oliver Hasenfratz für Die Cleveren: Der Polizeifan (RTL)                                  |
| Beste Schauspielerin Nebenrolle                         | Anna Böttcher für Jack's Baby (SAT.1)                                                                                               | Corinna Harfouch für Stunde des Wolfs (ARD/WDR) Nina Petri für Nie mehr zweite Liga (ARD/WDR)                                                     |
| Beste Kamera                                            | Peter Döttling für Warten ist der Tod (ZDF/ARTE)                                                                                    | Thomas Merker für Der Solist – Kein Weg zurück (ZDF) Axel Sand für Das Phantom, Der Voyeur (ProSieben)                                            |
| Bester Schnitt                                          | Hansjörg Weißbrich für Frauen lügen besser (ZDF)                                                                                    | Florian Höger für Der Voyeur (ProSieben) Gesa Marten für Abnehmen in Essen (WDR/ARTE)                                                             |
| Beste Musik                                             | Dieter Schleip für Doppeltes Dreieck (ZDF) und Rendezvous mit dem Teufel (ProSieben)                                                | Matthias Frey für Warten ist der Tod (ZDF/ARTE) Paul Vincent Gunia für Doppelter Einsatz (RTL)                                                    |
| Beste Ausstattung (Szenenbild und/oder Kostüm)          | Jörg Höhn (Szenenbild) und Gudrun Schretzmeier (Kostümbild) für Vom Küssen und vom Fliegen (ARD/SWR)                                | Maximilian Johannsmann für Racheengel – Stimme aus dem Dunkeln (ProSieben) Matthias H. Müsse für Biikenbrennen – Der Fluch des Meeres (ProSieben) |
| Ehrenpreis der Stifter                                  | Inge Meysel | |
| Förderpreis                                             | Julia Schmidt für Bella Block: Blinde Liebe (ZDF) Matthias Schweighöfer für Verbotenes Verlangen – Ich liebe meinen Schüler (SAT.1) | |